# Yves Beau
Pour les articles homonymes, voir Beau.
Yves Beau (né le 22 mai 1959 au Creusot) est un coureur cycliste et directeur sportif français. Coureur professionnel au sein de La Redoute en 1984 et 1985, il est directeur sportif de l'équipe allemande Bike Aid à compter de 2014.

## Palmarès
- 1980
  - Prix Finat-Chavanton
  - Boucles de la Loire
  - Grand Prix des Foires d'Orval
  - 3e du Prix des Vins Nouveaux
- 1981
  - Paris-Ézy
  - 2ea étape du Circuit des Ardennes
  - 2e étape du Tour du Haut-Languedoc
  - Paris-Orléans
  - 2e de Bordeaux-Saintes
  - 2e du Grand Prix des Grattons
  - 3e du Ruban Nivernais-Morvan
- 1982
  - Paris-Ézy
  - Grand Prix de la ville de Brioude
  - 2e de Paris-Évreux
  - 3e du Critérium de La Machine
- 1983
  - Prix de Thiel-sur-Acolin
  - Grand Prix de Buxières-les-Mines
  - Prix de la Saint-Pierre à Dompierre
  - Paris-Évreux
  - 2e du Circuit des deux ponts à Montluçon
  - 2e du Grand Prix des Foires d'Orval
  - 3e du Prix des Vins Nouveaux
- 1984
  - 2e de Cholet-Pays de Loire
  - 2e du GP de Mauléon Moulins
- 1988
  - 2e du Prix des Vins Nouveaux
- 1992
  - 7e (contre-la-montre par équipes) et 9e étapes du Tour du Faso
- 1996
  - Varennes-Vauzelles
  - Grand Prix de Doyet
  - Circuit des Boulevards
  - 3e du Critérium de La Machine
  - 3e du Grand Prix de la Trinité
- 1997
  - 3e du Critérium de La Machine
- 1998
  - 2e du Grand Prix d'Oradour-sur-Vayres
- 1999
  - Grand Prix de la ville de Brioude